# Sisyra vicaria
Sisyra vicaria là một loài côn trùng trong họ Sisyridae thuộc bộ Neuroptera. Loài này được Walker miêu tả năm 1853.